# Oxypoda arborea
Oxypoda arborea är en skalbaggsart som beskrevs av Zerche 1994. Oxypoda arborea ingår i släktet Oxypoda, och familjen kortvingar. Arten är reproducerande i Sverige.